# 熱いぜ辺ちゃん
『熱いぜ辺ちゃん』（あついぜぺんちゃん）は、福本伸行による日本の麻雀漫画作品。『近代麻雀オリジナル』（竹書房）86年3月号～7月号、11月号～87年12月号、94年10月号～95年2月号連載。単行本は旧版全1巻（9話までを収録）、新装版全2巻。全21話。話数表示は「HEAT.○」。後に2008年7月に2巻分収録されたコンビニコミック版が発売された。

## 概要
主人公の渡辺裕一（通称・辺ちゃん）が、麻雀で負けながらも楽しんでいることに目をつけたヤクザの山崎を始め、複数の人物と関わり合い、人間として成長していく物語。作風はやや緩やかであったが、終盤近くから変化する。
コンビニコミック版の表紙には「『アカギ』の原点」と表記されている。

## 登場人物
辺ちゃん（ペンちゃん） / 渡辺裕一（わたなべ ゆういち）
本作の主人公。初登場時は大学2年。麻雀好きだが決して上手いと言う訳ではなく、負けている描写が頻繁に多い。新宿で出会ったやくざの山崎との出会いを通して、一人の人間として成長していく。
ある日、山崎の若手の組員に麻雀で15万円ほど勝った後に中国に渡る。その7年後、いつの間にか雀荘「スプリンター」の経営者となり、かつての仲間を集めて同業者になることを進める。山崎の手引きで裏レートの麻雀を打ったときには初期に比べて成長したこともあって、雀力が上がっていた。
めぐみ
本作のヒロイン。辺ちゃんの彼女。よく辺ちゃんに約束の時間を守らず、麻雀の癖を直さないのでたしなめている。結果的に別れることになるが、山崎と出会い、辺ちゃんのプレゼントのことを聞かされ、身びいきした。その話以降、全く登場しておらず、自然解消となったようである。苗字は不明だが、辺ちゃんからプレゼントされたネックレスに刻まれていたイニシャルは「M・S」。
山崎（やまざき）
本作の狂言回し的立場であり、辺ちゃんの最大の理解者。
近代組幹部のヤクザ。38歳。ひばり通りに事務所を構える。新宿の雀荘で辺ちゃんを見かけ、喫茶店で知り合い辺ちゃんの良き友人、理解者となる。辺ちゃんに接した理由は「辺ちゃんが一番楽しそうに麻雀を打っているから」。サングラスをかけており、登場当初はやや長髪に無精ヒゲを生やしていたが、辺ちゃんと麻雀を打つためにヤクザに見えないようにするためにヒゲを剃り、短髪となる。
1994年9月（7、8年後）、暴対法を契機にヤクザを退職していた。
木島（きじま）
辺ちゃんのアルバイト先、中華料理店の店長。
向井正（むかい ただし）
辺ちゃんの友人。九州出身。
中川（なかがわ）、桑田（くわた）
辺ちゃんの友人。

### ヤクザ
よしゆき
山崎の部下。パンチパーマが特徴。三井の経営する雀荘で暴れたため、山崎から重罰を受け両手に重傷を負う。
有田（ありた）
山崎の部下。よしゆきの指導者。童顔に短髪が特徴。三井の雀荘でよしゆきが暴れた責任として山崎に説教される。よく「すいません」と言うので山崎に「軽いな」と言われている。辺ちゃんが麻雀で負けた際、負け分を肩代わりしようとするなどそれなりに心配していたが、山崎に「辺を甘やかしてはいけない」と言われ止められる。
吉田（よしだ）
山崎の部下。眼鏡に雀斑が特徴（途中から雀斑が目立たなくなった）。山崎から荒崎が事務所に来るときに1人で留守番を任された。その理由は山崎曰く、「（荒崎は）結構顔にうるさく、あの手の顔は大丈夫」だから。実際に、荒崎からはブス呼ばわりされた。
荒崎源一（あらさき げんいち）
山崎の先輩。同性愛者（俗に言うゲイ）であり、辺ちゃんを誘い込もうとした。
三井（みつい）
山崎の古くからの付き合いがあるヤクザ。眼鏡をかけている。本人が経営している雀荘でよしゆきが暴れ、自動卓を破損したことを弁償の代わりに500万円のサシウマを山崎に申し込む。
関西N会の組員
名前不明。喫茶店に居た山崎を小刀で刺した。

### その他の人物
浅田優子（あさだ ゆうこ）
向井の中学時代の初恋の人。向井と同じく九州出身。高田馬場駅で向井と再会し、その日から付き合い始めている。
三沢ゆりえ（みさわ）
辺ちゃんの大学の同期。
向井（むかい）
喫茶店「青山」の女性店員。向井正と同姓だが血縁者ではない。山崎が密かに片思いをしていた。
木島退助（きじま たいすけ）
木島の父。家族別居の元凶となった人物。
木島みな子（きじま みなこ）
木島の一人娘。母親と二人暮し。
木島の妻
名前不明。みな子と二人暮し。

## 単行本
- 福本伸行 『熱いぜ辺ちゃん』 竹書房〈近代麻雀コミックス〉、全1巻
  1. 1987年発売
- 福本伸行 『熱いぜ辺ちゃん』 竹書房〈近代麻雀コミックス〉、全2巻
  1. 1995年2月27日発売 ISBN 4-8847-5781-5
  2. 1995年2月27日発売 ISBN 4-8847-5782-3
- 福本伸行 『熱いぜ辺ちゃん - 福本伸行作品集』 竹書房〈バンブー・コミックス〉、全1巻
  1. 2008年7月発売 ISBN 978-4-8124-6684-1